# آشوت گاسپاریان (پزشک)
آشوت میکائیلی گاسپاریان (ارمنی: Աշոտ Միքայելի Գասպարյան؛  زادهٔ ۱۷ ژوئن ۱۹۰۲ - درگذشته ۳۰ اکتبر ۱۹۷۰) پزشک اهل ارمنستان بود.

## زندگی‌نامه
وی در ۱۷ ژوئن ۱۹۰۲ در باکو به دنیا آمد و از دانشگاه دولتی مسکو فارغ‌التحصیل گشت. همچنین برندهٔ جوایزی همچون نشان پرچم سرخ کار و نشان برجسته افتخار شده‌است. وی در ۳۰ اکتبر ۱۹۷۰ در سن ۶۸ سالگی در مسکو درگذشت و در گورستان ویدنسکیه به خاک سپرده شد.